# Callisaurus draconoides
Callisaurus draconoides är en ödleart som beskrevs av  Henri Marie Ducrotay de Blainville 1835. Callisaurus draconoides är ensam i släktet Callisaurus som ingår i familjen Phrynosomatidae. IUCN kategoriserar arten globalt som livskraftig.
Det vetenskapliga släktnamnet är bildat av de grekiska orden kallimos (vacker) och sauros (ödla).
Arten blir ungefär 16 cm lång och kännetecknas av långa bakre extremiteter och en lång avplattad svans. På svansens undersida förekommer svarta fläckar som kan sträcka sig upp till ovansidan och bilda ringar. Kroppens sidor är vanligen mer gulaktiga än andra kroppsdelar och vid varje sidan av bröstet finns tre svarta strimmor. Några exemplar har en orange eller rosa fläck på strupen.
Callisaurus draconoides hittas i sydvästra USA i delstaterna Kalifornien, Nevada, Arizona och New Mexico samt i nordvästra Mexiko i delstaterna Baja California, Sonora och Sinaloa. Ödlan förekommer även på några öar i samma region.
Arten lever i öknar och den kan springa med större hastighet upp till 25 km/h. Den äter främst insekter, spindeldjur och andra ryggradslösa djur. Ibland kompletteras födan med växtdelar och med mindre ödlor. Callisaurus draconoides är aktiv under dagens varma timmar och den gömmer sig på natten under sand eller i bon som skapades av mindre däggdjur. Individerna viftar ofta med svansen, troligen för att förvirra potentiella fiender. Svansen kan återskapas.

## Underarter
Arten delas in i följande underarter:
- C. d. myurus
- C. d. rhodostictus
- C. d. ventralis
- C. d. bogerti
- C. d. brevipes
- C. d. carmenensis
- C. d. crinitus
- C. d. draconoides
- C. d. inusitanus